# Bouli Lanners
Philippe Lanners, detto Bouli (Plombières, 20 maggio 1965), è un attore, regista e sceneggiatore belga.
Lanners è vincitore di diversi premi Magritte, compresi tre riconoscimenti come miglior regista per Un'estate da giganti (2011), Les Premiers, les Derniers (2016) e Nessuno deve sapere (2021), due come migliore attore per C'est ça l'amour (2018) e La notte del 12 (2022), e uno come migliore attore non protagonista per Un sapore di ruggine e ossa (2012).
In occasione dei premi Oscar 2009, Eldorado Road, scritto e diretto da Lanners, è stato selezionato come proposta belga per l'Oscar al miglior film straniero.

## Biografia

### Giovinezza
Bouli Lanners nacque nel 1965 a Moresnet-Chapelle, non lontano dal tripunto di frontiera con la Germania e i Paesi Bassi, e crebbe a La Calamine, una delle nove comuni di lingua tedesca del Belgio, situata al confine ed ex territorio neutrale (tra il 1816 e il 1919).

### Formazione e esordi
Dopo un breve periodo all'Académie royale des beaux-arts di Liège, intraprese una vita fatta di piccoli lavori saltuari e della capacità di cavarsela, continuando però a dipingere.
In qualità di régisseur per i Snuls, questi lo impiegavano occasionalmente come attore, facendone progressivamente un personaggio ricorrente e popolare. Così iniziò la sua carriera d'attore in Belgio e in Francia.

### Carriera da regista
Nel 1999 scrive e dirige Travellinckx, un cortometraggio road movie in super 8 in bianco e nero, che viene proiettato nei festival. Due anni dopo, il cortometraggio Muno viene selezionato a Cannes, nella sezione Quinzaine des réalisateurs.
Il suo primo lungometraggio, Ultranova, esce nel 2005 e viene premiato al Festival di Berlino. Gira il suo secondo lungometraggio Eldorado Road nell'estate del 2007, film che verrà selezionato per la Quinzaine des réalisateurs a Cannes nel 2008, dove si aggiudica il premio Regards jeunes, il premio del label Europa Cinemas per il miglior film europeo della Settimana della critica e il premio FIPRESCI. L'anno successivo, il film viene nominato per il César al miglior film straniero.
Il suo terzo lungometraggio, Un'estate da giganti, ha ricevuto due premi alla Quinzaine des réalisateurs del Festival di Cannes 2011, il premio della Société des auteurs et compositeurs dramatiques e l'Art Cinema Award, assegnato dalla Confederazione internazionale dei cinema d'essai.

## Vita privata

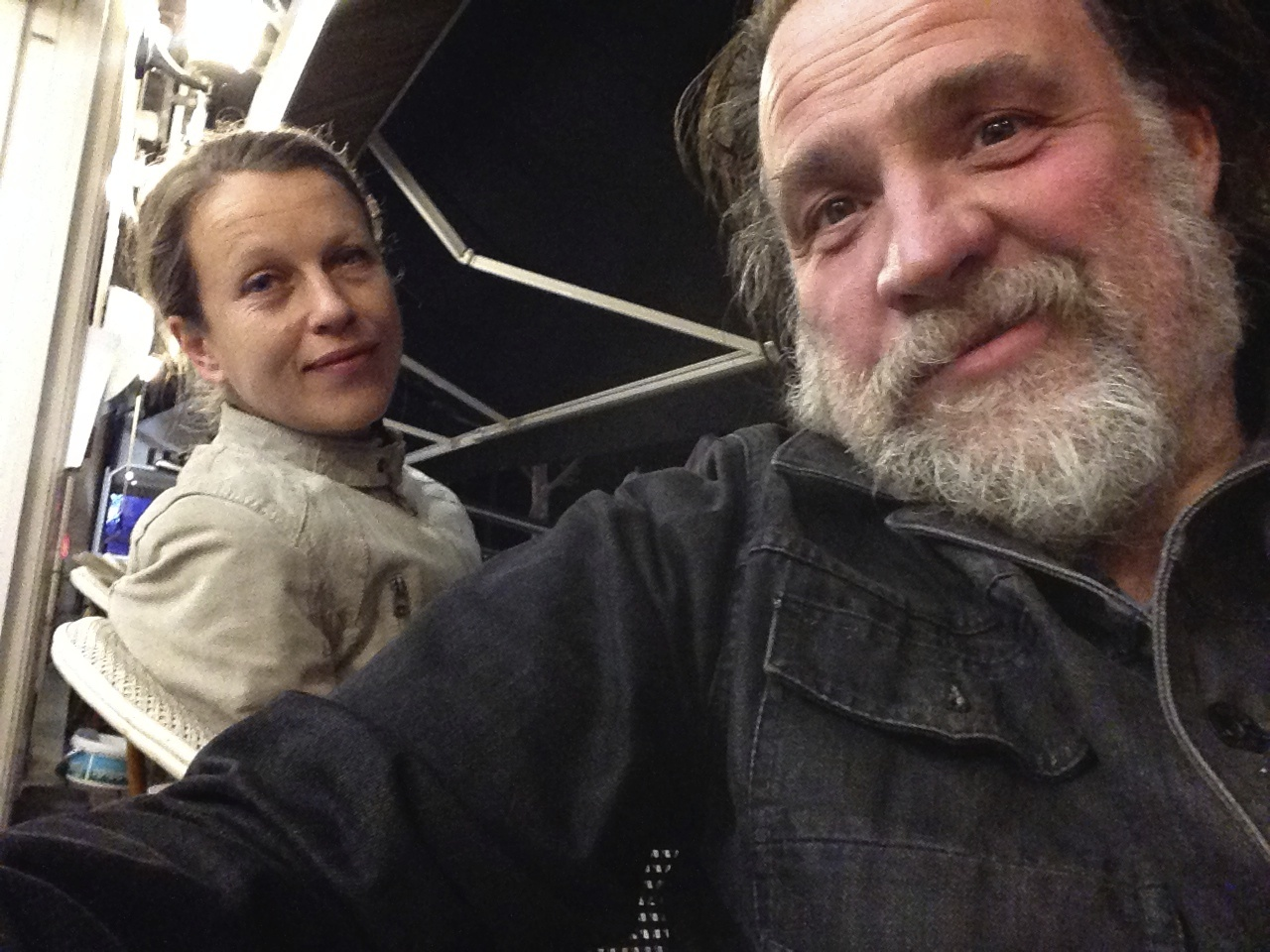
Bouli Lanners con la moglie Elise nel 2014

Abita a Liège con la moglie Élise Ancion, sceneggiatrice, regista e costumista.

## Impegno sociale
Bouli Lanners milita attivamente per la fine dell'energia nucleare attraverso associazioni come il FDN o il RAN. Si è fatto notare grazie a brevi video di sfogo diffusi sui social network. Ha partecipato a marce per il clima e ad azioni di disobbedienza civile.
È vicino ai movimenti della decrescita e sponsorizza campagne di sensibilizzazione legate alla salute.

## Filmografia

### Cinema

#### Attore
- Toto le héros - Un eroe di fine millennio (Toto le héros), regia di Jaco Van Dormael (1991)
- Arlette, regia di Claude Zidi (1997)
- A Dog of Flanders, regia di Kevin Brodie (1999)
- Lumumba, regia di Raoul Peck (2000)
- Una lunga domenica di passioni (Un long dimanche de fiançailles), regia di Jean-Pierre Jeunet (2004)
- Quand la mer monte..., regia di Yolande Moreau e Gilles Porte (2004)
- Asterix alle Olimpiadi (Astérix aux Jeux Olympiques), regia di Frédéric Forestier e Thomas Langmann (2008)
- Louise-Michel, regia di Gustave Kervern e Benoît Delépine (2008)
- Panico al villaggio (Panique au village), regia di Stéphane Aubier e Vincent Patar (2009) - voce
- Mammuth, regia di Gustave Kervern e Benoît Delépine (2010)
- Kill Me Please, regia di Olias Barco (2010)
- Niente da dichiarare? (Rien à déclarer), regia di Dany Boon (2010)
- Un sapore di ruggine e ossa (De rouille et d'os), regia di Jacques Audiard (2012)
- Le grand soir, regia di Benoît Delépine e Gustave Kervern (2012)
- Asterix & Obelix al servizio di Sua Maestà (Astérix et Obélix: Au service de Sa Majesté), regia di Laurent Tirard (2012)
- 11.6, regia di Philippe Godeau (2013)
- 9 mois ferme, regia di Albert Dupontel (2013)
- Lulu femme nue, regia di Sólveig Anspach (2013)
- Le vacanze del piccolo Nicolas (Les Vacances du petit Nicolas), regia di Laurent Tirard (2014)
- All Cats Are Grey (Tous les chats sont gris), regia di Savina Dellicour (2014)
- Raw - Una cruda verità (Grave), regia di Julia Ducournau (2016)
- Riparare i viventi (Réparer les vivants), regia di Katell Quillévéré (2016)
- Petit paysan - Un eroe singolare (Petit paysan), regia di Hubert Charuel (2017)
- Tueurs, regia di Jean-François Hensgens e François Troukens (2017)
- Notre dame, regia di Valérie Donzelli (2019)
- Imprevisti digitali (Effacer l'historique), regia di Benoît Delépine e Gustave Kervern (2020)
- La notte del 12 (La Nuit du 12), regia di Dominik Moll (2022)
- Guida pratica per insegnanti (Un métier sérieux), regia di Thomas Lilti (2023)

#### Regista
- Ultranova, (2005)
- Eldorado Road (Eldorado), (2008)
- Un'estate da giganti (Les Géants), (2011)
- Les Premiers, les Derniers, (2016)
- Nessuno deve sapere (Nobody Has to Know), (2021)

### Televisione
- Ippocrate - Specializzandi in corsia (Hippocrate) – serie TV (2021-in corso)

## Doppiatori italiani
Nelle versioni in italiano delle opere in cui ha recitato, è stato doppiato da:
- Roberto Draghetti in Una lunga domenica di passioni, Eldorado Road
- Stefano Mondini in Petit paysan - Un eroe singolare, La notte del 12
- Roberto Stocchi in Louise-Michel
- Franco Zucca in Kill Me Please
- Massimo Wertmüller in Niente da dichiarare?
- Paolo Marchese in Un sapore di ruggine e ossa
- Alessandro Rossi in Asterix & Obelix al servizio di Sua Maestà
- Massimo Rossi ne Le vacanze del piccolo Nicolas
- Marco Mete in Riparare i viventi
- Francesco Rizzi in Imprevisti digitali
- Luca Biagini in Nessuno deve sapere

Da doppiatore è sostituito da:
- Danilo De Girolamo in Panico al villaggio

## Premi e riconoscimenti
Chicago International Film Festival - 2021
Miglior attore per Nobody Has to Know
Premio César
- 2023 - Migliore attore non protagonista per La notte del 12 (La Nuit du 12)

Premio Magritte
- 2012

Miglior film per Un'estate da giganti (Les géants)
Miglior regista per Un'estate da giganti (Les géants)
- 2013

Miglior attore non protagonista per Un sapore di ruggine e ossa (De rouille et d'os)
- 2017

Miglior film per Les Premiers, les Derniers
Miglior regista per Les Premiers, les Derniers
- 2020

Miglior attore per C'est ça l'amour
- 2023

Miglior film per Nessuno deve sapere (L'Ombre d'un mensonge)
Miglior regista per Nessuno deve sapere (L'Ombre d'un mensonge)
Miglior attore per La notte del 12 (La Nuit du 12)
Candidatura a migliore sceneggiatura originale o adattamento per Nessuno deve sapere (L'Ombre d'un mensonge)